# Saint-Ouën-des-Vallons
Saint-Ouën-des-Vallons là một xã của tỉnh Mayenne, thuộc vùng Pays de la Loire, tây bắc nước Pháp.